# Ángel Espinosa
Ángel Espinosa Herrer (Calatayud, 1889-Madrid, 1971) fue un pintor y escritor español.

## Biografía
Nació el 2 de octubre de 1889 en la localidad zaragozana de Catalayud. En Madrid acudía al Nuevo Café de Levante. Espinosa, que pasó también por Santander y por América, falleció el 26 de abril de 1971 en Madrid. Como pintor cultivó géneros como el retrato y el paisaje y como escritor la novela y la poesía, siendo autor de títulos como Linterna.